# Beloniformes
Los Beloniformes son un orden de peces acantopterigios. La mayoría son peces de tamaño mediano que viven cerca de la superficie del agua, alimentándose de algas, plancton o animales más pequeños incluidos otros peces. La mayoría son marinos, aunque algunos habitan aguas salobres y dulces.
Los beloniformes muestran una interesante variedad de morfología de sus maxilares. La familia Adrianichthyidae presenta una enormemente alargada mandíbula, tanto en juveniles como en adultos. En los agujones y papardas ambos maxilares, superior e inferior, son alargados en los adultos, mientras que los juveniles de algunas especies pasan por una fase de mandíbula alargada y maxilar superior normal, para después desaparecer en los adultos. Este alargamiento juvenil desaparece casi por completo en las especies de peces voladores.
Su clasificación es controvertida y recientemente se han hecho algunos cambios.

## Familias
Se agrupan en seis familias de dos subórdenes distintos:
- Suborden Adrianichthyoidei
  - Familia Adrianichthyidae

- Suborden Belonoidei
  - Superfamilia Exocoetoidea
    - Familia Exocoetidae - Peces voladores
    - Familia Hemiramphidae - Pajaritos
    - Familia Zenarchopteridae - Pajaritos asiáticos

  - Superfamilia Scomberesocoidea
    - Familia Belonidae - Agujones
    - Familia Scomberesocidae - Papardas

## Imágenes

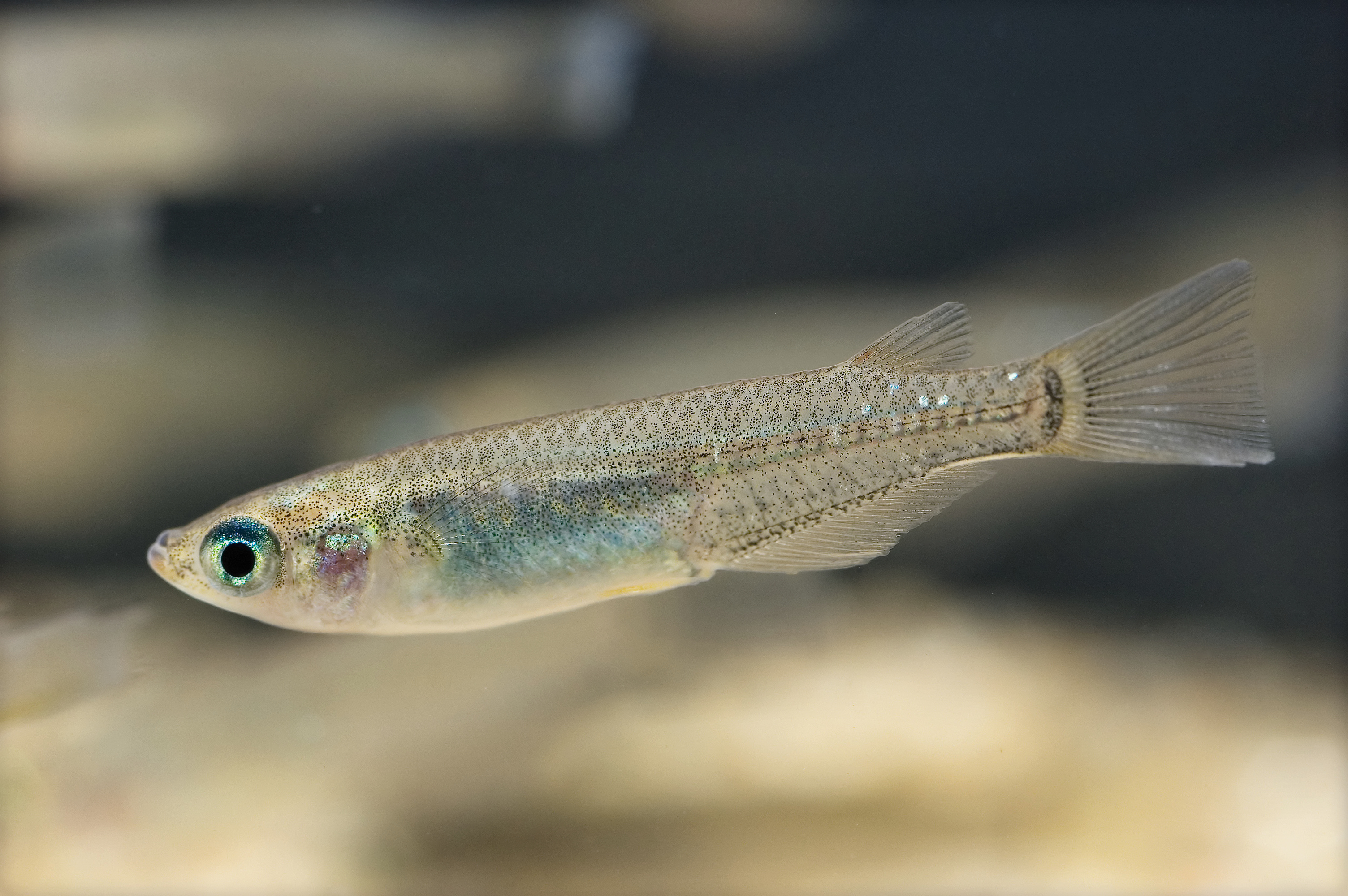
Oryzias latipes
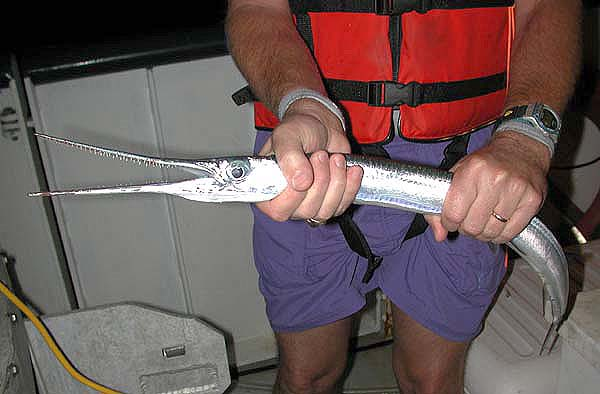
Tylosurus crocodilus
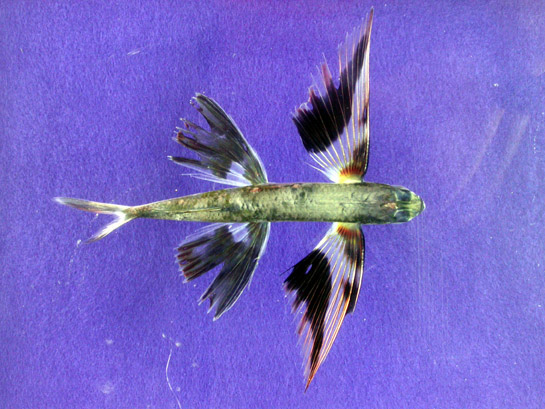
Cheilopogon exsiliens
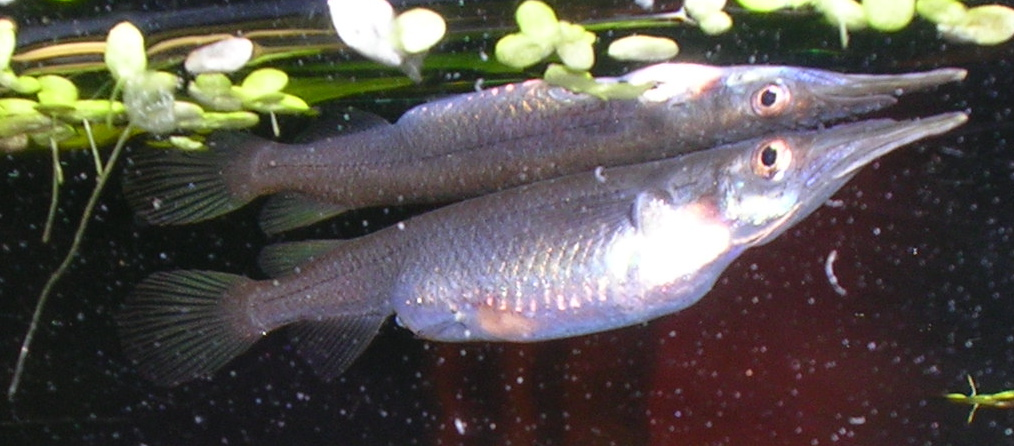
Dermogenys sumatrana